# Garretson
Garretson is een plaats (city) in de Amerikaanse staat South Dakota, en valt bestuurlijk gezien onder Minnehaha County.

## Demografie
Bij de volkstelling in 2000 werd het aantal inwoners vastgesteld op 1165.
In 2006 is het aantal inwoners door het United States Census Bureau geschat op eveneens 1165.

## Geografie
Volgens het United States Census Bureau beslaat de plaats een oppervlakte van
3,8 km², geheel bestaande uit land.

## Plaatsen in de nabije omgeving
De onderstaande figuur toont nabijgelegen plaatsen in een straal van 20 km rond Garretson.

## Geboren
- Dennis Daugaard (1953), gouverneur van South Dakota (2011-2019)